# Cultura de Islandia

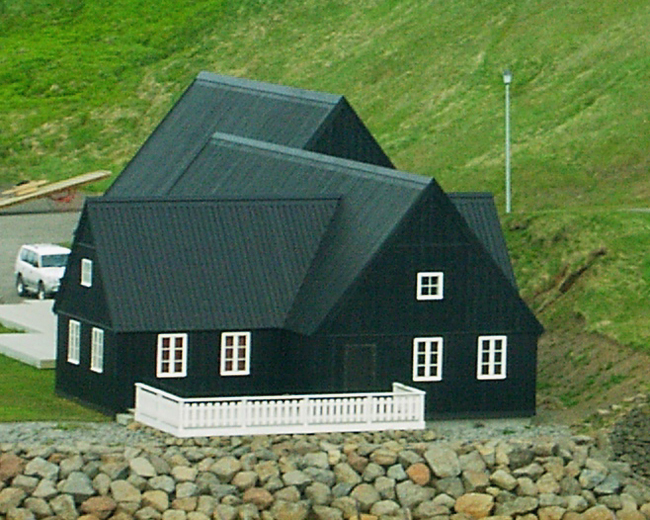
Casa típica de Islandia.

La cultura de Islandia Es el conjunto de manifestaciones culturales de la sociedad islandesa tanto en la isla como en otros países. Uno de sus pilares son las Sagas de los islandeses, que contienen una importante parte de la historia de la isla. El área de Reikiavik tiene teatros como el Harpa, que alberga la Orquesta Sinfónica de Islandia y la Ópera Islandesa, lo mismo que galerías de arte, librerías, cines y museos. El escritor Halldór Laxness recibió el Premio Nobel de Literatura en 1955. En música se destacan la cantante Björk y el grupo Sigur Ros. Otras artes tradicionales son la tejeduría, la artesanía en plata y la talla de madera.

## Religión
En un inicio, la religión en Islandia seguía la tradición vikinga que creía en la mitología nórdica. En el año 1000 se dio la cristianización de Islandia. Esta culminó en el período pietista cuando las diversiones no cristianas fueron diseminadas.
En la actualidad, la población de Islandia es principalmente luterana; sin embargo, también existen católicos, Testigos de Jehová, mormones, musulmanes y otros credos. Asimismo, existen creencias populares relativas a elfos que no llegan al nivel de una religión, pero han adquirido cierta notoriedad.
En el último tercio del siglo XX surge Ásatrúarfélagið (islandés: Asociación Ásatrú), es una organización religiosa neopagana cuyo propósito es reavivar y promover una forma moderna de paganismo nórdico y reconocida por el Estado islandés en mayo de 1973, siendo la primera organización de esa índole en conseguir el reconocimiento oficial en el mundo.

## Artes
El pueblo de Islandia es famoso por su prosa y poesía; en particular, las sagas y las Eddas.

### Literatura

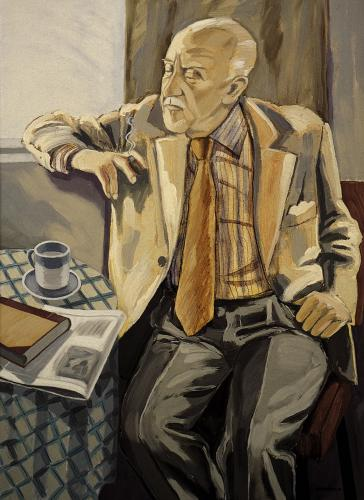
El escritor Halldór Laxness por Einar Hákonarson, 1984.

Islandia ha producido muchos grandes autores, incluyendo a Halldór Laxness, Guðmundur Kamban, Tómas Guðmundsson, Davíð Stefánsson, Jón Thoroddsen, Steinn Steinarr, Guðmundur G. Hagalín, Þórbergur Þórðarson y Jóhannes úr Kötlum.
Las obras literarias clásicas más famosas de Islandia son las sagas de los islandeses, épica en prosa que transcurre en la época del asentamiento original en Islandia. La más famosas de ellas incluyen a la Saga de Njál, sobre una disputa de sangre épica, la saga de los Groenlandeses y la saga de Erik el Rojo, que describen el descubrimiento y asentamiento de Groenlandia y Vinlandia (moderna Terranova y Labrador), respectivamente. La saga de Egil Skallagrímson, saga de Laxdœla, saga de Grettir, saga de Gísla Súrssonar y saga de Gunnlaugs ormstungu también son de las más notables y populares.
Wystan Hugh Auden y Louis MacNeice escribieron Cartas de Islandia (1937), en donde describieron sus viajes a lo largo del país.

### Pintura y escultura
El primer pintor secular profesional apareció en Islandia en el siglo XIX. Este grupo de artistas incluía a Jóhannes Sveinsson Kjarval, quien era famoso por sus pinturas que retrataban la vida aldeana de Islandia. Ásmundur Sveinsson, un escultor del siglo XX, también proviene de Islandia. El trabajo en plata y sus viejas tradiciones han sido preservadas.
Einar Hákonarson es un pintor expresionista y figurativo que trajo de regreso la figura en la pintura de Islandia en 1968. Es considerado un pionero en la escena artística de Islandia. Ha sido apodado "el cruzado de la pintura", debido a su participación en los conflictos que muchos pintores islandeses tuvieron con los centros de arte público. Fue una fuerza impulsara de la fundación de la Asociación Islandesa de Grabadores y su primer presidente.

### Arquitectura

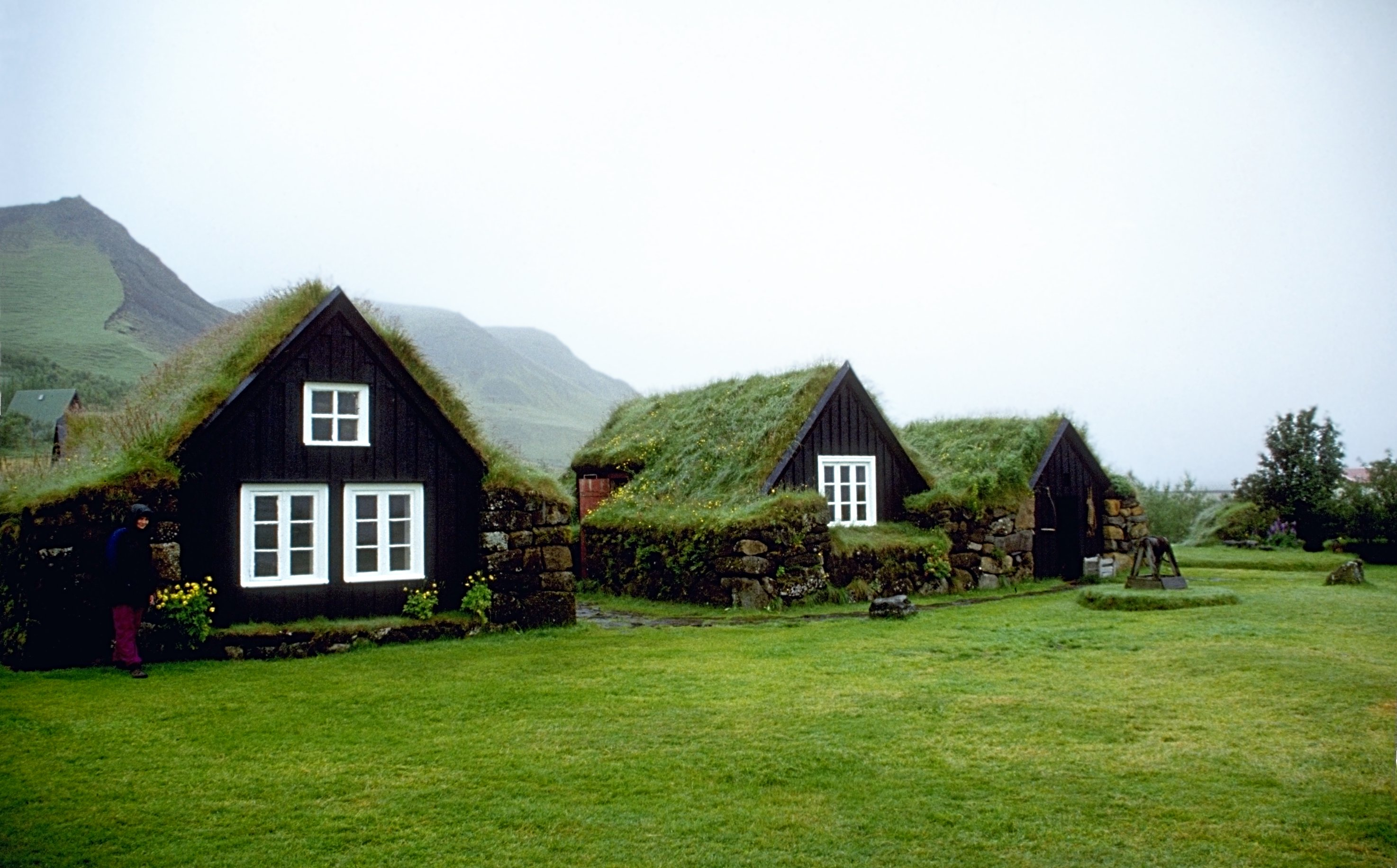
Casas tradicionales con techos cubiertos de césped, ahora el Museo de Skógar.

La arquitectura de Islandia posee influencias escandinavas y, tradicionalmente, se adaptó a la falta de árboles nativos de la isla. Como resultado, se construyeron casas de césped. Las casas originales construidas por los pobladores originales de Islandia se basaron en las casas comunales vikingas.

## Música

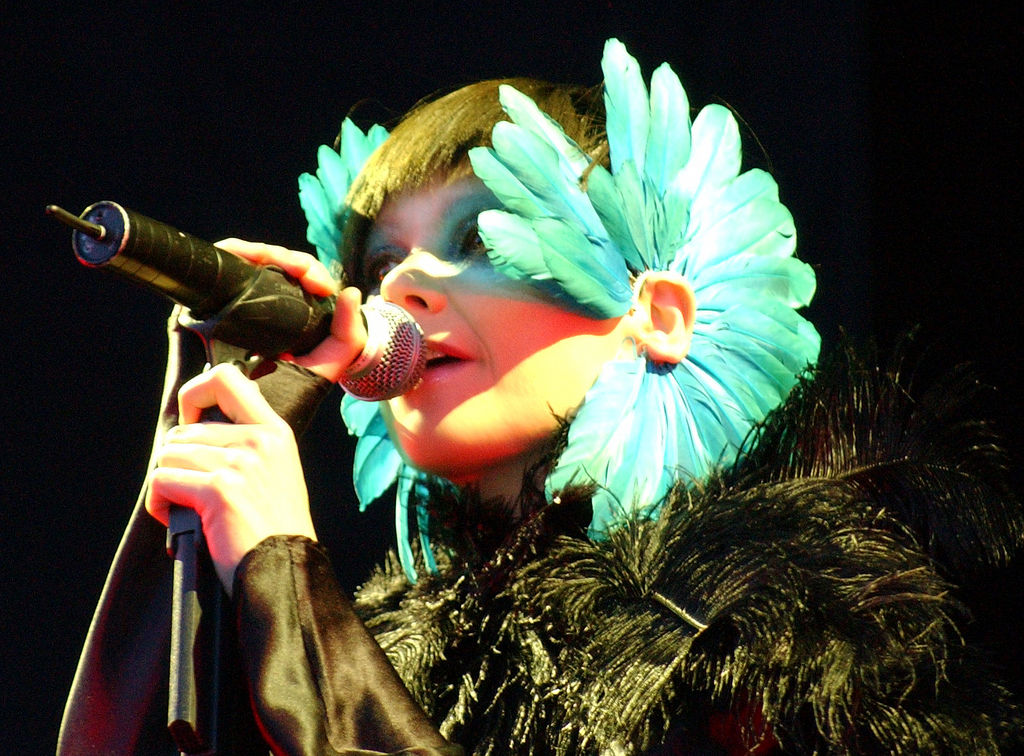
Björk, cantante islandesa

Las primeras referencias musicales de Islandia son del año 1000, tras la cristianización de la isla. La antigua Edda era interpretada en un recitativo popular. Durante el romanticismo se originó una música culta islandesa, que se ha desarrollado considerablemente durante el siglo XX.
En la actualidad, son conocidos a nivel internacional la cantante Björk y los grupos Sigur Rós, Múm, Of Monsters and Men y Seabear. Otros artistas son la cantante y compositora Emiliana Torrini y el grupo de electro-pop FM Belfast.

## Transporte
No existen ferrocarriles en Islandia. El país tiene un red de caminos extensa y una carretera de circunvalación sigue la costa, haciendo posible atravesar la isla entera. El transporte marítimo y aéreo son muy populares y conectan a los grandes centros demográficos.

## Turismo
Una de las atracciones turísticas más populares en Islandia consiste en visitar los spas y piscinas geotermales que pueden encontrarse por todo el país, como el balneario Bláa lónið (La Laguna Azul) en la península de Reykjanes, cerca del Aeropuerto Internacional de Keflavík.